# STS-92
STS-92 var en rumfærge mission til International Space Station (ISS) fløjet af Discovery. STS-92 markerede den 100. rumfærgemission, og Discoverys 28. flyvning. Opsendelsen skete fra Kennedy Space Center, Florida, 11. oktober 2000.

## Besætning
- Brian Duffy (kaptajn)
- Pamela A. Melroy (pilot)
- Leroy Chiao (1. missionsspecialist)
- William S. McArthur (2. missionsspecialist)
- Peter J.K. Wisoff (3. missionsspecialist)
- Michael E. Lopez-Alegria (4. missionsspecialist)
- Koichi Wakata, JAXA (5. missionsspecialist)

## Mission parametrer
- Vægt:
  - Orbiter Liftoff: 115.127 kg
  - Orbiter Landing: 92.741 kg
  - Nyttelast: 9.513 kg

### EVA's
- Chiao og McArthur  – EVA 1
- EVA 1 Start: 15. oktober 2000 – 14:27 UTC
- EVA 1 Slut: 15. oktober 2000 – 20:55 UTC
- Varighed: 6 timer, 28 minutter
- Lopez-Alegria og Wisoff  – EVA 2
- EVA 2 Start: 16. oktober 2000 – 14:15 UTC
- EVA 2 slut: 16. oktober 2000 – 21:22 UTC
- Varighed: 7 timer, 07 minutter
- Chiao og McArthur  – EVA 3
- EVA 3 Start: 17. oktober 2000 – 14:30 UTC
- EVA 3 Slut: 17. oktober 2000 – 21:18 UTC
- Varighed: 6 timer, 48 minutter
- Lopez-Alegria og Wisoff  – EVA 4
- EVA 4 Start: 18. oktober 2000 – 15:00 UTC
- EVA 4 Slut: 18. oktober 2000 – 21:56 UTC
- Varighed: 6 timer, 56 minutter

## Mission højdepunkter
STS-92 var en ISS-flyvning, som bragte Z1 Truss, Control Moment Gyros, Pressurized Mating Adapter-3 (PMA-3) (monteret på en Spacelab palle) og to DDCU (varmerør) til rumstationen.
ITS Z1 er en udvendig ramme, der tillader de første amerikanske solpaneler på flight 4A til midlertidigt installation på Unity for tidlig strøm. Ku-bånds kommunikationssystem understøtter tidlig videnskabelig kapacitet og amerikansk tv på 6A. CMG's (Control Moment Gyros) vejer omkring 27 kg og giver ikke-fremdrift (elektrisk) højdekontrol når den er aktiveret på 5A, og PMA-3 giver Shuttle Docking Port (SDP) til solfangeranlæg montering på 4A, Laboratorie installation på 5A.
Missionen omfattede syv dages operationer, docket på rumstationen, fire EVA's, og to indtrængen muligheder.
I løbet af fire planlagte rumvandringer, har to hold astronauter og en erfaren robotarmoperatør samarbejdet om at installere Z1 (Z til zenit havn) truss struktur på toppen af den amerikanske Unity conecting node på den stadigt voksende rumstation og til at levere den Pressurized Mating Adapter-3 (PMA 3) til ISS for den fremtidige anløb af nye komponenter og for at imødekomme shuttle dokninger.
Z1 truss var den første permanente gitter-arbejde struktur på ISS, meget som en bom, som danner grundlag for fremtidige udbygninger af stationen. Z1 tjener også som platform for de store amerikanske solpaneler, som monteres på den næste flyvning, STS-97.
Z1 indeholder fire store gyroskopiske enheder, kaldet Control Moment Gyroscope (CMGs), som bruges til at manøvrere rumstationen i den rigtige retning i banen efter at de er installeret af det amerikanske laboratorium.
Under den fjerde rumvandring, testede astronauter Wisoff og Lopez-Alegria SAFER jet pack'en, der flyver op til 50 meter fra rumfartøjet.
Hovedartikler: